# Békaherceg (film, 2011)
A Békaherceg (eredeti cím: Smooch) színes, amerikai televíziós film. A forgatókönyvet Howard Burkons és Terry Spencer Hesser írta, Ron Oliver rendezte, a zenéjét Claude Foisy szerezte, a producer Richard D. Arredondo. A Beantown Ranch Entertainment és a Silver Screen Pictures készítette, a Hallmark Channel forgalmazta.
Amerikában 2011. február 5-én mutatták be.

## Szereposztás
| Szereplő     | Színész           | Magyar hang | Leírás |
| ------------ | ----------------- | ----------- | ------ |
| Gwen Cole    | Kellie Martin     |             |        |
| Percy / Fynn | Simon Kassianides |             |        |
| Zoe Cole     | Kiernan Shipka    |             |        |
| Wilkins      | Nick Ullett       |             |        |
| Sam Simon    | Rod Myers         |             |        |